# Sephena digita
Sephena digita är en insektsart som beskrevs av Medler 2000. Sephena digita ingår i släktet Sephena och familjen Flatidae. Inga underarter finns listade i Catalogue of Life.